# E004号線
E004号線 (E004ごうせん、英: European route E004) はカザフスタンとウズベキスタンにあり、クズロルダ – ウチュクドゥク – ブハラを結ぶ、欧州自動車道路のBクラス幹線道路。

## 経路
- カザフスタン
  - クズロルダ
- ウズベキスタン
  - ウチュクドゥク, ブハラ